# Micralarctia nivaria
Micralarctia nivaria là một loài bướm đêm thuộc phân họ Arctiinae, họ Erebidae.